# مناورات سيف السلام
مناورات سيف السلام أو (بالإنجليزية: Peace Sword Maneuvers)‏ هي مناورات عسكرية تجريها القوات المسلحة السعودية.

## المناورات المنفذة
- سيف السلام 7 : اختتمت فعاليات المناورة في 13 مايو 2008.[1]
- سيف السلام 8 : اختتمت فعاليات المناورة في 16 مايو 2012.[2]